# نهر مهيجران
نهر مهيجران أحد أنهار العراق القصيرة، وهو نهر يتفرع من الضفة اليمنى لشط العرب في قضاء أبو الخصيب في محافظة البصرة جنوب العراق.